# Bắc Ngụy Đạo Vũ Đế
Bắc Ngụy Đạo Vũ Đế (chữ Hán: 北魏道武帝; 371–409), tên húy là Thác Bạt Khuê (拓拔珪), tên lúc sinh là Thác Bạt Thiệp Khuê (拓拔渉珪), là hoàng đế khai quốc của triều đại Bắc Ngụy trong lịch sử Trung Quốc. Ông là cháu nội vị vương cuối cùng của nước Đại là Thác Bạt Thập Dực Kiền. Sau thất bại trước quân Đông Tấn trong trận Phì Thủy, Tiền Tần rơi vào cảnh nội loạn và Thác Bạt Khuê liền tận dụng thời hội này để tái lập nước Đại vào năm 386, song ngay sau đó cải quốc hiệu sang Ngụy và xưng vương. Ông ban đầu là một chư hầu của Hậu Yên. Tuy nhiên, sau khi ông đánh bại hoàng đế Mộ Dung Bảo của Hậu Yên và chiếm được hầu hết lãnh thổ Hậu Yên, ông đã xưng đế vào năm 398.
Đạo Vũ Đế thường được coi là một vị tướng tài giỏi, song lại tàn ác và độc đoán trong việc trị quốc, đặc biệt là vào cuối triều đại của ông. Năm 409, do ông xem xét đến việc giết chết Hạ Lan phu nhân, con trai ruột của bà là Thanh Hà vương Thác Bạt Thiệu (拓拔紹) giết chết ông, song ngay sau đó Thái tử Thác Bạt Tự đã đánh bại Thác Bạt Thiệu, Thác Bạt Tự sau đó lên ngôi và trở thành Minh Nguyên Đế.

## Trước khi thành lập Bắc Ngụy

### Thời thơ ấu
Theo các sử tịch, Thác Bạt Khuê sinh ngày 4 tháng 8 năm 371, cha ông là Thác Bạt Thật (拓拔寔)- con trai và là thái tử của Đại vương Thác Bạt Thập Dực Kiền, song cha ông qua đời trước đó trong cùng năm vì bị một chấn thương khi bảo vệ Thác Bạt Thập Dực Kiền trong một vụ mưu sát của tướng Bạt Bạt Cân (拔拔斤). Mẹ của Thác Bạt Khuê là thê của Thác Bạt Thật, bà là con gái của thủ lĩnh một bộ lạc chư hầu hùng mạnh của nước Đại là Hạ Lan Dã Can (賀蘭野干). Thác Bạt Thập Dực Kiền mặc dù thương tiếc về cái chết của con trai song rất vui trước sự chào đời của cháu nội, ông tuyên bố đại xá tại nước Đại và đặt tên cho cháu trai là Thác Bạt Thiệp Khuê. (Tuy vậy, các sử tịch nói về cuộc đời sau này của ông với tên gọi rút ngắn là "Khuê".)
Khoảng tết năm 377, Tiền Tần mở một chiến dịch lớn đánh nước Đại. Thác Bạt Thập Dực Kiền đã phải tạm thời chạy trốn khỏi đô thành Vân Trung (雲中, nay thuộc Hohhot, Nội Mông), song đã trở về Vân Trung sau khi Tiền Tần rút lui. Tuy nhiên, sau khi Thác Bạt Thập Dực Kiền trở về Vân Trung, cháu trai Thác Bạt Cân (拓拔斤) thuyết phục người con trai lớn tuổi nhất còn sống của ông là Thác Bạt Thật Quân (拓拔寔君) rằng Thác Bạt Thập Dực Kiền đang xem xét đến việc chỉ định một trong số các con trai của Mộ Dung vương hậu (một công chúa của Tiền Yên) làm thế tử và thậm chí còn tính đến việc giết chết Thác Bạt Thật Quân. Thác Bạt Thật Quân do đó đã phục kích cha và các em trai rồi giết chết họ. Điều này đã khiến quân Đại sụp đổ, và quân Tiền Tần chiếm được Vân Trung mà không cần phải tiến hành một cuộc chiến nào.
Trong rối loạn, Hạ Lan phu nhân ban đầu đã chạy trốn đến chỗ Hạ Lan Nột (賀蘭訥)- là người kế thừa chức thủ lĩnh bộ lạc sau khi Hạ Lan Dã Can chết. Sau đó, Hoàng đế Phù Kiên của Tiền Tần tính đến việc đưa Thác Bạt Khuê đến kinh thành Trường An của Tiền Tần, song một viên quan của Thác Bạt Thập Dực Kiền trước đây tên là Yên Phượng (燕鳳) thuyết phục được Phù Kiên cho phép Thác Bạt Khuê được ở lại đất Đại với lý lẽ rằng đó sẽ là cách tốt nhất để duy trì lòng trung thành của các bộ lạc với Tiền Tần. Trong khi đó, Phù Kiên đã phân chia các bộ lạc nước Đại trước đây thành hai nhóm, do các thủ lĩnh người Hung Nô là Lưu Khố Nhân (劉庫仁) và Lưu Vệ Thần (劉衛辰) lãnh đạo. Thác Bạt Khuê cùng với mẹ mình đã đến sống ở chỗ Lưu Khố Nhân, người này khoản đãi Thác Bạt Khuê như một vương tử.

### Thời thanh niên
Không biết nhiều về cuộc sống của Thác Bạt Khuê cho đến năm 385, lúc này Tiền Tần rơi vào cảnh đại loạn sau thất bại trong trận Phì Thủy do các cuộc nổi dậy diễn ra trên khắp đế chế. Năm 384, con trai của Phù Kiên là Phù Phi lúc này đang bị Hoàng đế Mộ Dung Thùy của Hậu Yên bao vây, Lưu Khố Nhân cố gắng để cứu viện cho Phù Phi song bị Mộ Dư Thường (慕輿常, con trai một quý tộc Hậu Yên) ám sát; kế vị Lưu Khố Nhân là Lưu Đầu Quyến (劉頭眷). Tuy nhiên, năm 385, Lưu Đầu Quyến lại bị con trai của Lưu Khố Nhân là Lưu Hiển (劉顯) ám sát, Lưu Hiển trở thành tộc trưởng của bộ lạc và coi Thác Bạt Khuê (lúc đó đang 14 tuổi) là một mối đe dọa. Tuy nhiên, Bạt Liệt Lục Quyến (拔列六眷) và Khâu Mục Lăng Sùng (丘穆陵崇) phát hiện ra điều này, và theo lời hướng dẫn của Bạc Liệt, Khâu Mục Lăng hộ tống Thác Bạt Khuê đễn chỗ cữu phụ Hạ Lan Nột, và người này bảo vệ cho Thác Bạt Khuê. Năm 386, do sự thúc giục của các quan lại nước Đại trước đây, Hạ Lan Nột đã ủng hộ Thác Bạt Khuê trở thành Đại vương. Thác Bạt Khuê tiến hành lễ tức vị Đại vương vào ngày 6 tháng 1 (tức 20 tháng 2 năm 386), đặt niên hiệu là Đăng Quốc.

### Phiên bản khác
Tuy nhiên, một phiên bản khác về những năm đầu đời của Thác Bạt Khuê lại được ghi trong các sử tịch như Tấn thư và Tống thư, là hai bộ chính sử viết về hai triều đại kình địch của Bắc Ngụy là nhà Tấn và Lưu Tống, và trong đó có chứa nhiều vấn đề gây chú ý. Theo đó, Thác Bạt Khuê không phải là cháu nội của Thác Bạt Thập Dực Kiền mà là con trai và được sinh ra sớm hơn đáng kể so với năm 371, và ông là con của Mộ Dung vương hậu. Khi nước Đại bị Tiền Tần tấn công vào năm 377, Thác Bạt Khuê khi đó tự chủ với cha và đầu hàng Tiền Tần. Phù Kiên lệnh rằng đây là một hành động phản bội và đưa Thác Bạt Khuê đi lưu đày. Khi Mộ Dung Thùy, tức sẽ là cữu phụ của Thác Bạt Khuê, lập nước Hậu Yên vào năm 384, Thác Bạt Khuê đã đễn chỗ cữu phụ, và sau đó đoạt lấy quyền quản lý các bộ lạc của cha bằng một chiến dịch do Hậu Yên tiến hành. Sau đó, để tránh việc người đời biết Thác Bạt Khuê là một kẻ phản bội cha, bản chính thức về tiểu sử của ông được bịa ra.

## Ngụy vương

### Thiết lập quyền cai trị
Những năm đầu tiên trị vì, Thác Bạt Khuê phải quyết định theo ý kiến của các thủ lĩnh bộ lạc, và vị trí của ông không được chắc chắn. Tuy nhiên, sau đó ông đã từng bước khẳng định được vị thế lãnh đạo, và các thủ lĩnh bộ lạc bắt đầu kết hợp lại quanh ông.
Vào tháng 2 ÂL năm 386, Thác Bạt Khuê định đô tại Thịnh Lạc (盛樂, nay thuộc Hohhot, Nội Mông), và khuyến khích người dân phát triển nông nghiệp. Tháng 4 ÂL năm 386, ông đổi tước hiệu của mình thành Ngụy vương và do vậy nhà nước ông cai trị cũng được lịch sử biết đến với cái tên Bắc Ngụy.
Vào mùa thu năm 386, với sự trợ giúp của Tây Yên và Lưu Hiển, thúc phụ trẻ tuổi nhất của Thác Bạt Khuê là Thác Bạt Quất Đốt (拓拔窟咄) xưng vương, khi đó nhiều tù trưởng dưới quyền Thác Bạt Khuê bí mật liên kết với Thác Bạt Quất Đốt, Thác Bạt Khuê hoảng sợ đến nỗi phải chạy đến chỗ Hạ Lan bộ, và tìm kiếm trợ giúp của Hậu Yên. Hoàng đế Mộ Dung Thùy của Hậu Yên cử con trai Mộ Dung Lân đến hỗ trợ cho Thác Bạt Khuê, và họ cùng nhau đánh bại được Thác Bạt Quất Đốt, Quất Đốt phải chạy trốn và bị Lưu Vệ Thần giết chết.
Tháng 12 ÂL năm đó, Mộ Dung Thùy ban cho Thác Bạt Khuê các tước hiệu Tây Thiền vu và Thượng Khuê vương, song do tước Thượng Khuê vương không danh giá bằng Ngụy vương nên Thác Bạt Khuê từ chối chúng.
Mặc dù đã được Hậu Yên giúp đỡ và là một chư hầu của Hậu Yên, song Thác Bạt Khuê bắt đầu tính đến việc cuối cùng sẽ chinh phạt Hậu Yên. Năm 388, ông cử em họ Thác Bạt Nghi đi triều cống Mộ Dung Thùy song cũng là để nhằm quan sát triều đình Hậu Yên. Thác Bạt Nghi kết luận rằng Mộ Dung Thùy nay đã lớn tuổi, còn thái tử Mộ Dung Bảo thì lại kém cỏi, và có khả năng Hậu Yên sẽ bị suy yếu. Điều này đã khích lệ Thác Bạt Khuê rất nhiều trong việc lập kế hoạch diệt Hậu Yên.
Năm 391, em trai của Hạ Lan Nột là Hạ Lan Nhiễm Can (賀蘭染干) âm mưu giết chết Hạ Lan Nột, và dẫn đễn việc huynh đệ giao chiến chống lại nhau. Thác Bạt Khuê nắm lấy cơ hội này để yêu cầu Hậu Yên cùng tiến đánh Hạ Lan bộ (mặc dù cả Hạ Lan Nột và Hạ Lan Nhiễm Can đều là huynh đệ của mẹ ông theo như Nguỵ thư). Vào mùa hè năm 391, Mộ Dung Lân bắt được Hạ Lan Nột và Hạ Lan Nhiễm Can, song lại cho phép Hạ Lan Nột được tự do và chỉ huy bộ lạc, còn Hạ Lan Nhiễm Can thì trở thành tù binh. Sau chiến dịch này, Mộ Dung Lân đã nhận thấy được khả năng của Thác Bạt Khuê nên đã đề xuất với phụ hoàng rằng hãy bắt giam Thác Bạt Khuê. Tuy nhiên, Mộ Dung Thùy từ chối.
Vào tháng 7 ÂL năm 391, một sự kiện đã khiến cho Hậu Yên và Bắc Ngụy tuyệt giao với nhau. Khi đó, Thác Bạt Khuê cử Thác Bạt Cô (拓跋觚) đi triều cống Hậu Yên, và các con trai của Mộ Dung Thùy đã giữ Thác Bạt Cô lại và lệnh cho Thác Bạt Khuê phải mang ngựa đến để đổi lấy tự do cho Thác Bạt Cô. Thác Bạt Khuê đã từ chối và đoạn tuyệt quan hệ với Hậu Yên, thay vào đó, ông quay sang liên minh với Tây Yên.

### Thù địch với Hậu Yên

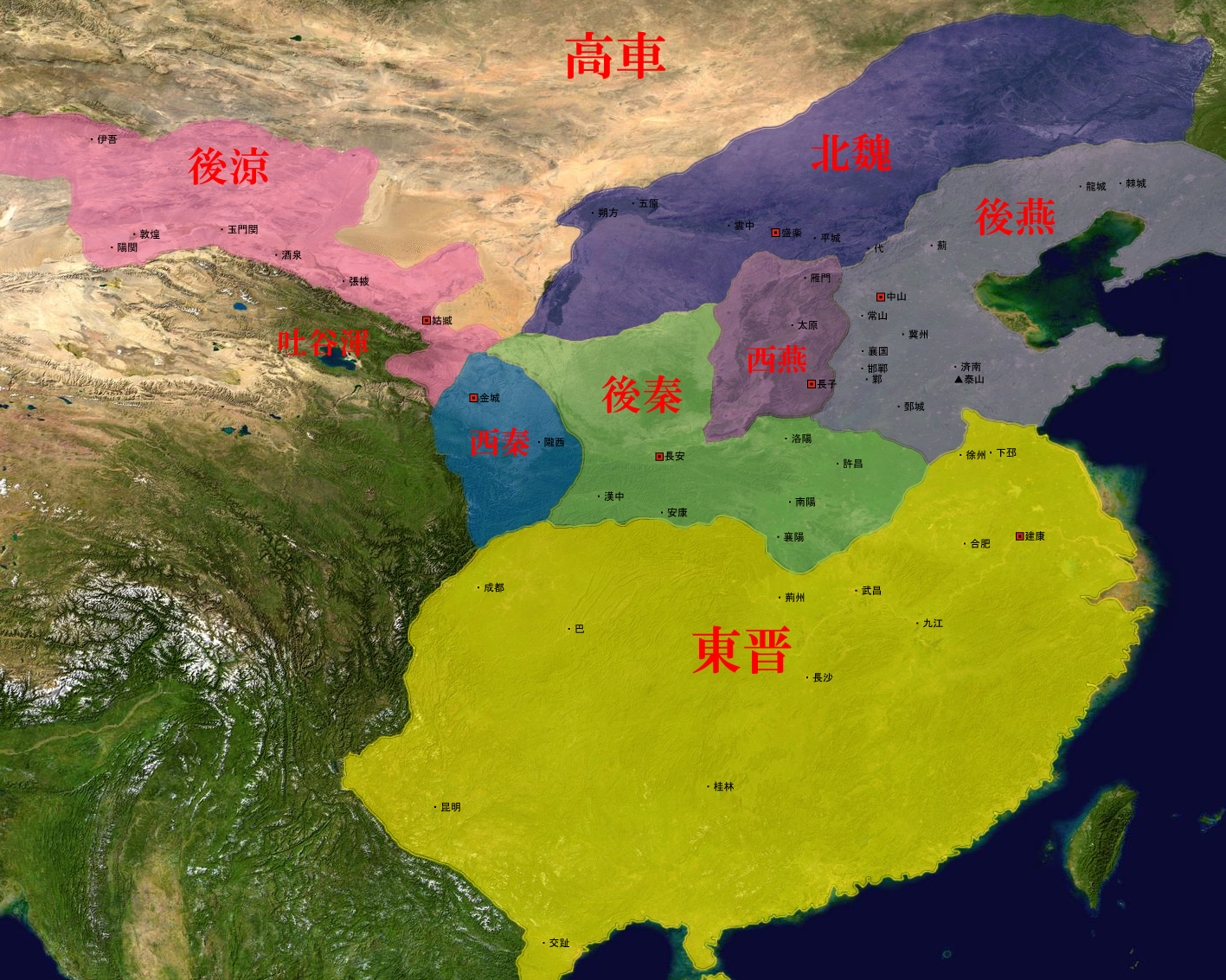
Cương vực các nước thời Thập Lục Quốc, khoảng 386-394
Bắc Ngụy
Đông Tấn
Hậu Yên
Tây Yên
Hậu Tần
Tây Tần
Hậu Lương

Năm 391, Thác Bạt Khuê tấn công Nhu Nhiên, Nhu Nhiên bị thiệt hại nặng nề song không bị tiêu diệt. Nhu Nhiên sau đó vẫn tiếp tục quấy nhiễu, và là một mối đe dọa thường xuyên trong suốt thời gian còn lại của triều đại Bắc Ngụy.
Tháng 10 ÂL năm 391, Lưu Vệ Thần đã cử con trai Lưu Trực Lực Đê (劉直力鞮) đem quân đi đánh Bắc Ngụy, ngày Ất Mão tháng 11 (22 tháng 12 năm 391), Thác Bạt Khuê dân binh cự chiến với một đội quân nhỏ hơn nhiều, đến ngày Nhâm Ngọ tháng 11 (25 tháng 12) ông đánh bại dược Lưu Trực Lực Đê, và thậm chí còn băng qua Hoàng Hà để tiến đánh kinh thành Duyệt Bạt (悅拔, nay thuộc Ordos, Nội Mông) của Lưu Vệ Thần, và cuối cùng chiếm được thành, buộc Lưu Vệ Thần và Lưu Trực Lực Đê phải chạy trốn vào ngày Tân Mão cùng tháng (tức 3 tháng 1 năm 392). Ngày hôm sau, Lưu Vệ Thần bị các thuộc cấp giết chết, còn Lưu Trực Lực Đê thì bị bắt. Thác Bạt Khuê sáp nhập lãnh thổ và thần dân của Lưu Vệ Thần vào Bắc Ngụy, song thảm sát gia tộc họ Lưu và những người có liên hệ với tổng số trên 5.000 người. Tuy nhiên, một người con trai trẻ tuổi của Lưu Vệ Thần là Lưu Bột Bột chạy trốn được đến chỗ bộ lạc Tiết Can (薛干), tộc trưởng Thái Tất Phục (太悉伏) của bộ lạc này từ chối giao nộp Lưu Bột Bột bất chấp lời yêu cầu của Bắc Ngụy. Lưu Bột Bột cuối cùng kết hôn với một con gái của Cao Bình công Một Dịch Can (沒奕干, một chư hầu của Hậu Tần), và trở nên phụ thuộc vào nhạc phụ. Để trừng phạt Thái Tất Phục, Thác Bạt Khuê tấn công Tiết Can bộ vào năm 393 và thảm sát bộ lạc này, song bản thân Thái Tất Phục chạy thoát.
Năm 394, Hoàng đế Mộ Dung Vĩnh của Tây Yên lúc này đang bị Mộ Dung Thùy tấn công, ông ta tìm kiếm trợ giúp từ Thác Bạt Khuê, Thác Bạt Khuê cử Trần Lưu công Thác Bạt Kiền (拓拔虔) và tướng Dữu Nhạc (庾岳) cố làm quân Hậu Yên rối trí, song quân Bắc Ngụy chưa từng thực sự giao chiến với Hậu Yên, cuối cùng thì Mộ Dung Vĩnh bị Mộ Dung Thùy bắt được và giết chết khi kinh thành Trường Tử (長子, nay thuộc Trường Trị, Sơn Tây) thất thủ, Tây Yên bị Hậu Yên thôn tính.
Năm 395, Thác Bạt Khuê dẫn quân đột kích các vùng biên giới với Hậu Yên. Cũng trong năm đó, Mộ Dung Thùy cho Mộ Dung Bảo dẫn 8 vạn quân với sự hỗ trợ của Mộ Dung Nông và Mộ Dung Lân nhằm trừng phạt Bắc Ngụy. Thác Bạt Khuê hay tin về đội quân của Mộ Dung Bảo thì quyết định bỏ Thịnh Lạc và rút lui về phía tây qua Hoàng Hà. Quân của Mộ Dung Bảo nhanh chóng tiến đến sông vào mùa thu năm 395 và chuẩn bị để vượt sông. Tuy nhiên, lúc này Bắc Ngụy cắt đường đường thông tin giữa quân của Mộ Dung Bảo và kinh thành Trung Sơn (中山, nay thuộc Bảo Định, Hà Bắc) của Hậu Yên, và Bắc Ngụy phao tin rằng Mộ Dung Thùy qua đời, khiến cho quân Hậu Yên gặp phải xáo trộn rất lớn. Quân Hậu Yên và Bắc Ngụy lâm vào thế bí trong việc vượt qua Hoàng Hà trong suốt 20 ngày. Những người đi theo Mộ Dung Lân cố tiến hành chính biến và ủng hộ Mộ Dung Lân trở thành lãnh đạo mới, song hành động này đã thất bại. Khi mùa đông đến, quân Hậu Yên rút lui và không nhận ra rằng Hoàng Hà lúc này đã đóng băng và quân Bắc Ngụy có thể qua sông một cách dễ dàng, Mộ Dung Bảo cũng không để lại hậu quân khi rút lui. Thác Bạt Khuê đích thân dẫn quân đuổi theo, bắt kịp được quân Hậu Yên và hai bên nổ ra một trận chiến được sử sách gọi là trận Tham Hợp Pha vào ngày 8 tháng 12 DL, quân Bắc Ngụy giết hoặc bắt giữ gần như toàn bộ quân Hậu Yên, chỉ có Mộ Dung Bảo cùng một số quan tướng là có thể chạy thoát. Thác Bạt Khuê lo sợ trước những tù binh Hậu Yên nên đã đồ sát tất cả họ theo đề xuất của Khả Tần Kiến (可頻建).
Năm 396, lo ngại rằng Bắc Ngụy sẽ xem thường Mộ Dung Bảo, Mộ Dung Thùy đích thân dẫn quân đi đánh Bắc Ngụy, giành được chiến thắng ban đầu và giết được Thác Bạt Kiền. Thác Bạt Khuê trở nên lo lắng và lại tính đễn việc bỏ Thịnh Lạc. Tuy nhiên, khi quân Hậu Yên đi qua Tham Hợp pha, họ than khóc cho những thân nhân và đồng bào của mình, Mộ Dung Thùy vì thế đã trở nên tức giận và lâm bệnh, quân Hậu Yên buộc phải rút lui về Trung Sơn. Sau khi Mộ Dung Thùy chết, Mộ Dung Bảo trở thành hoàng đế Hậu Yên.
Vào mùa thu năm 396, Thác Bạt Khuê đã dẫn quân Bắc Ngụy tấn công bất ngờ Tĩnh Châu (并州, nay là trung bộ và bắc bộ Sơn Tây), đánh bại Mộ Dung Nông và buộc Nông phải chạy trốn về Trung Sơn. Thác Bạt Khuê sau đó tiến quân về phía đông, sẵn sàng đánh thành Trung Sơn. Nghe theo đề xuất của Mộ Dung Lân, Mộ Dung Bảo đã chuẩn bị phòng thủ Trung Sơn và để cho quân Bắc Ngụy tự do di chuyển trên khắp lãnh thổ Hậu Yên, Mộ Dung Bảo cho rằng Bắc Ngụy sẽ phải rút quân khi quân lính kiệt sức. Tuy nhiên, điều này đã dẫn đến việc tất cả các thành tại Hà Bắc ngày nay rơi vào tay Bắc Ngụy, ngoại trừ Trung Sơn và hai thành quan trọng khác là Nghiệp Thành (thuộc Hàm Đan, Hà Bắc) và Tín Đô (信都, nay thuộc Hành Thủy, Hà Bắc). Sau một nỗ lực ban đầu nhằm tiến đánh Trung Sơn gặp phải thất bại, Thác Bạt Khuê thay đổi kế sách của mình bằng việc thiết lập quyền cai trị tại các thành khác trong lúc cô lập Trung Sơn. Vào ngày Quý Hợi tháng 1 năm Đinh Dậu (9 tháng 3 năm 397), Tín Đô thất thủ. Tuy nhiên, Thác Bạt Khuê lúc này lại hay tin về một cuộc nổi loạn gần kinh đô Thịnh Lạc của mình nên đã cầu hòa với Hậu Yên, tuy vậy, Mộ Dung Bảo bác bỏ. Mộ Dung Bảo sau đó đã tấn công quân Bắc Ngụy khi Thác Bạt Khuê chuẩn bị rút lui, song chính Mộ Dung Bảo lại là người bại trận. Lúc này, lo lắng về một nỗ lực chính biến của Mộ Dung Lân, Mộ Dung Bảo đã quyết định bỏ Trung Sơn và chạy trốn về cố đô Long Thành (龍城, nay thuộc Cẩm Châu, Hà Bắc) của Tiền Yên trước đây. Đội quân Hậu Yên còn ở lại Trung Sơn ủng hộ một cháu trai của Mộ Dung Bảo là Khai Phong công Mộ Dung Tường (慕容詳) làm lãnh đạo, do đó Thác Bạt Khuê không thể ngay lập tức chiếm được Trung Sơn. Nhận thấy rằng mình bị người dân Hậu Yên xa lánh do từng ra lệnh đồ sát tù binh Hậu Yên sau trận Tam Hợp pha trước đây, Thác Bạt Khuê thay đổi chính sách và cố gắng đối xử nhẹ nhàng tại các lãnh thổ mới chính phục được của Hậu Yên, và theo thời gian thì các lãnh thổ này cũng dần trung thành với quyền cai trị của ông.
Trong lúc này, Mộ Dung Tường đã tự xưng đế, và cho xử tử Thác Bạt Cô để thể hiện kiên quyết. Tuy nhiên, vào mùa thu, Mộ Dung Lân đã tấn công bất ngờ Mộ Dung Tường, giết chết Tường và chiếm lấy Trung Sơn. Mộ Dung Lân cũng xưng đế song đã không thể đứng vững trước sức ép từ quân Bắc Ngụy, cuối cùng thì Thác Bạt Khuê đã chiếm được Trung Sơn. Thác Bạt Khuê sau đó đã đối xử tốt với dân cư Trung Sơn bất chấp sự kháng cự của họ, song ông đã cho thảm sát các gia tộc ủng hộ việc giết chết Thác Bạt Cô. Tuy nhiên, trong khoảng thời gian này, quân của Thác Bạt Khuê đã mắc phải một bệnh dịch nghiêm trọng và có đến một nửa binh sĩ và vật nuôi bị chết. Khi các tướng của ông thuyết phục ông đình chỉ các chiến dịch, Thác Bạt Khuê từ chối.
Khoảng tết năm 398, khi Thác Bạt Khuê đã sẵn sàng tiến đánh Nghiệp Thành, người trấn thủ Nghiệp Thành là Mộ Dung Đức đã bỏ thành và chạy về phía nam Hoàng Hà để đến Hoạt Đài (滑台, nay thuộc An Dương, Hà Nam), và lập ra nước Nam Yên. Thác Bạt Khuê sau đó đã để Thác Bạt Nghi và Tố Hòa Bạt (素和跋) cai quản lãnh thổ cũ của Hậu Yên còn mình trở về Thịnh Lạc. Để tăng cường thông tin và sự kiểm soát, Thác Bạt Khuê cho mở đường giữa Vọng Đô (望都, nay thuộc Bảo Định, Hà Bắc) và Đại (代, nay thuộc Trương Gia Khẩu, Hà Bắc), qua Thái Hành Sơn. Tuy nhiên, ngay sau đó ông đã triệu hồi Thác Bạt Nghi về làm thừa tướng và thay thế vị trí của Nghi bằng một người họ hàng là Lược Dương công Thác Bạt Tuân (拓拔遵).
Vào mùa hè năm 398, Thác Bạt Khuê đã tính đến việc phục hồi lại quốc hiệu Đại, song vì nghe theo lời của Thôi Hoành (崔宏), ông vẫn giữ quốc hiệu Ngụy. Thác Bạt Khuê dời đô từ Thịnh Lạc về phía nam đến Bình Thành (平城, nay thuộc Đại Đồng, Sơn Tây), để gần hơn về mặt địa lý với các lãnh thổ chinh phục được. Ông cũng ban hành các chiếu chỉ chuẩn hóa đo lường trong cả nước, và lập ra các lễ kỉ niệm chính thức dựa trên các truyền thống của người Hán và người Tiên Ti.
Ngày Kỷ Sửu tháng 12 năm Mậu Tuất (24 tháng 1 năm 399), Thác Bạt Khuê xưng đế. Ông cũng tự coi mình là hậu duệ của Hoàng Đế, và do đó có quyền cai trị hợp pháp đối với người Hán.

## Thời kỳ đầu làm hoàng đế
Năm 399, Đạo Vũ Đế tiến hành một cuộc tấn công bất ngờ nhắm vào các bộ lạc Cao Xa (高車) ở khu vực sa mạc Gobi, Cao Xa phải chịu thương vong lớn và nhiều thành viên đã bị bắt. Đạo Vũ Đế đã bắt những người đàn ông Cao Xa phải sử dụng thân thể của họ như một bức tường trong một chuyến đi săn của ông để khiến cho các con vật không thể chạy thoát. Ông cũng bắt các nô lệ Cao Xa xây một trại nuôi hươu cho mình.
Cũng trong năm đó, ông tiến hành tái tổ chức chính quyền, mở rộng từ 36 cục lên 360 cục, và ông cũng thiết lập một học đường tại Bình Thành và lệnh thu thập sách trên khắp đế chế và đưa đến Bình Thành.
Vào mùa hè năm 399, tướng Lý Biện (李辯) của Nam Yên đã dâng kinh thành Hoạt Đài của Nam Yên cho Bắc Ngụy, buộc hoàng đế Mộ Dung Đức của Nam Yên phải chuyển sang tấn công Đông Tấn và chiếm lấy Thanh Châu (青州, nay là trung bộ và đông bộ Sơn Đông) làm lãnh thổ.
Cuối năm 399, Đạo Vũ Đế đã trở nên giận dữ vì trong một lá thư gửi cho tướng Si Khôi (郗恢) của Đông Tấn, viên quan Thôi Sính (崔逞) đã phản đối không đủ địa vị của Tấn An Đế (và cũng bởi Thôi Sính trước đó đã so sánh Đạo Vũ Đế như một người có vẻ cáu gắt), ông đã buộc Thôi Sính phải tự sát. Sự kiện này đã khiến cho danh tiếng của Đạo Vũ Đế bị ảnh hưởng, và trong những năm sau đó, một vài quan lại quan trọng của Đông Tấn khi thua trong các cuộc nội chiến đã từ chối chạy đến Bắc Ngụy tị nạn.
Năm 400, Đạo Vũ Đế tính đến chuyện lập Hoàng hậu. Trong số các phi tần, ông sủng ái Lưu thị nhất, bà là con gái của Lưu Đầu Quyến và đã sinh ra người con cả là Thác Bạt Tự. Tuy nhiên, theo phong tục của bộ lạc Thác Bạt, ông đã được thỉnh cầu phải để cho các ứng cử viên tiềm năng thử rèn tượng vàng. Lưu thị đã không thể hoàn thành bức tượng của bà. Tuy nhiên, Mộ Dung phu nhân (con gái út của Mộ Dung Bảo, là người mà ông đã bắt khi chiếm được Trung Sơn vào năm 397) lại có thể hoàn thành bức tượng của mình, và do vậy Đạo Vũ Đế lập bà làm hoàng hậu.
Khoảng thời gian này, Đạo Vũ Đế ngày càng trở nên mê tín và trở nên tin tưởng các nhà chiêm tinh và giả kim thuật để tìm kiếm sự trường sinh bất tử. Ông cũng bắt đầu sử dụng các đạo luật nghiên khắc với các thuộc cấp, thẳng tay trừng phạt nếu họ thực hiện những điều mà ông cho là hành động bất kính.
Năm 401-402, Đạo Vũ Đế nỗ lực tấn công Hậu Yên (lúc này Hậu Yên chỉ còn giới hạn tại Liêu Ninh ngày nay), song không thu được gì trước Hoàng đế Mộ Dung Thịnh của Hậu Yên.
Khoảng thời gian này, Đạo Vũ Đế cũng tìm kiếm một mối quan hệ hôn nhân và hòa bình với Hậu Tần. Tuy nhiên, hoàng đế Diêu Hưng của Hậu Tần khi biết ông đã lập Mộ Dung hoàng hậu thì từ chối, và do trong khoảng thời gian này Đạo Vũ Đế liên tục tấn công một vài chư hầu của Hậu Tần nên quan hệ giữa hai nước tan vỡ. Đạo Vũ Đế do đó đã bắt đầu chuẩn bị cho một cuộc đối đầu với Hậu Tần. Cũng trong năm, Diêu Hưng mở một cuộc tấn công lớn chống lại Bắc Ngụy. Tháng 8 ÂL năm 402, tướng chỉ huy tiền quân của Diêu Hưng là Nghĩa Dương công Diêu Bình (姚平) đã bị Đạo Vũ Đế bao vây tại Sài Bích (柴壁, nay thuộc Lâm Phần, Sơn Tây), và bất chấp các phản kích của cả Diêu Bình và Diêu Hưng, vòng vây của Bắc Ngụy càng trở nên chặt hơn, và vào mùa đông năm 402, Diêu Bình cùng đội quân của mình đã bị bắt sau thất bại trong một nỗ lực phá vây, chiến dịch chống Bắc Ngụy của Diêu Hưng cũng kết thúc.

## Thời kỳ cuối trị vì
Vào một vài năm cuối trong thời gian trị vì của mình, Đạo Vũ Đế đã trở nên khắc nghiệt hơn trong việc đối xử với các triều thần. Giả dụ, năm 406, khi ông lên kế hoạch mở rộng Bình Thành với ý định biến nó trở thành một kinh đô oai vệ, ông ban đầu đã lệnh cho Mạc Đề (莫題) lập kế hoạch bố trí, song do Mạc Đề đã không quá cẩn thận nên đã có một lỗi tương đối nhỏ, Đạo Vũ Đế vì thế lệnh cho Mạc Đề phải tự sát. Ông ngày càng hay lui tới Sài Sơn cung (豺山宮, nay thuộc Sóc Châu, Sơn Tây), và thường dành tới vài tháng ở đó. Các triều thần chủ chốt khác mà ông giết chết trong thời kỳ này còn bao gồm người họ hàng Thường Sơn vương Thác Bạt Tuân, Dữu Nhạc, Mạc Na Lâu Đề (莫那婁題), và Ngụy vương Thác Bạt Nghi.
Năm 407, Bắc Ngụy và Hậu Tần có một thỏa ước hòa bình, các tướng bị bắt giữ của hai bên được trao trả. Tuy vậy, điều này đã gây ra một hậu quả tai hại đối với Hậu Tần, một tướng của Hậu Tần là Lưu Bột Bột trở nên giận dữ vì cha Lưu Vệ Thần của ông ta bị Bắc Ngụy giết chết trước đó, Lưu Bột Bột vì thế nổi dậy, lập ra nước Hạ. Tuy nhiên, Lưu Bột Bột lại tập trung vào chiến tranh du kích chống lại Hậu Tần, dần dần làm suy yếu sức mạnh của Hậu Tần, trong khi đó nước Hạ lại không thực sự tiến hành chiến tranh chống Bắc Ngụy.
Năm 409, Đạo Vũ Đế có lẽ là đã bị ảnh hưởng bởi các chất độc mà các nhà giả kim thuật đưa cho, và ông được mô tả là rất thô bạo và hoang tưởng đễn nỗi liên tục lo ngại rằng sẽ có nổi dậy, đặc biệt là khi các thầy bói nói với ông rằng một cuộc nổi loạn sẽ diễn ra gần ông. Ông đôi khi không ăn uống gì trong nhiều ngày, hoặc không ngủ vào ban đêm. Ông thường thì thầm về các thành tựu hoặc thất bại của mình trong quá khứ, và ông nghi ngờ tất cả các triều thần của mình. Đôi khi, khi các triều thần bẩm báo với ông, ông đột nhiên nghĩ về lỗi lầm trong quá khứ của họ và ra lệnh trừng phạt và thậm chí là xử tử. Thỉnh thoảng, khi những người khác hành xử chỉ một chút không thích hợp, ông cũng trở nên tức giận và đến mức sẽ giết chết họ và trưng thi thể của họ ở bên ngoài hoàng cung. Toàn bộ triều đình đều phải hứng chịu một đợt khủng bố. Những cá nhân duy nhất thoát khỏi sự đối đãi này là Thôi Hoành và con trai Thôi Hạo (崔浩), họ đã không bao giờ phạm thượng hoặc xu nịnh hoàng đế vì cả hai đều có thể mang đến tai họa.
Vào mùa thu năm 409, Đạo Vũ Đế đã quyết định lập Thác Bạt Tự làm thái tử. Do phong tục truyền thống của bộ lạc Thác Bạt là mẹ của người kế thừa phải chết, Đạo Vũ Đế lệnh cho mẹ của Thác Bạt Tự là Lưu thị tự sát. Ông đã giải thích lý do cho Thái tử Tự song điều này vẫn không ngăn được Thái tử thương nhớ mẹ, Đạo Vũ Đế vì thế tức giận và cho triệu kiến Thái tử. Thái tử Tự lo sợ và chạy ra khỏi Bình Thành.
Tuy nhiên, Đạo Vũ Đế lại bị giết dưới tay một người con trai khác. Lúc ông đến thăm Hạ Lan bộ khi còn trẻ tuổi, ông trông thấy di mẫu (em gái của Hạ Lan thái hậu) xinh đẹp của mình, và muốn cưới bà làm thiếp. Tuy nhiên, Hạ Lan Thái hậu đã phản đối, song lý so không phải là vì loạn luân mà là do Hạ Lan phu nhân lúc đó đã có phu quân và do bà quá xinh đẹp, Thái hậu nói rằng những thứ đẹp thường có độc. Tuy vậy, Đạo Vũ Đế lại ám sát phu quân của Hạ Lan phu nhân và lấy bà làm thiếp, và đến năm 394 thì bà đã hạ sinh Thác Bạt Thiệu (拓拔紹), người con trai này sau đó được phong là Thanh Hà vương. Thác Bạt Thiệu được sử sách thuật lại là một thiếu niên khinh suất, ông thường cải trang thành thường dân đi thăm thú các đường phố, và thường bắt các khách du hành và lột bỏ quần áo của họ để làm trò tiêu khiển. Khi Đạo Vũ Đế hay tin, ông trừng phạt Thác Bạt Thiệu bằng cách cho treo ngược Thiệu trong một cái giếng, và chỉ thả ra khi Thiệu đã gần chết. Ngày Mậu Thìn tháng 10 năm Kỷ Dậu (6 tháng 11 năm 409), Đạo Vũ Đế có mâu thuẫn với Hạ Lan phu nhân và ông đã cho giam cầm và tính đến việc hành quyết bà, song lúc đó đã sập tối nên ông do dự. Hạ Lan phu nhân bí mật gửi một lời nhắn cho Thác Bạt Thiệu, yêu cầu Thiệu hãy cứu bà. Đến tối, Thác Bạt Thiệu đã vào cung và giết chết phụ hoàng. Tuy nhiên, sau đó, các cận binh hoàng cung đã bắt và giết chết Thác Bạt Thiệu cùng Hạ Lan phu nhân, Thác Bạt Tự đoạt lấy ngai vàng và trở thành Minh Nguyên Đế.

## Gia đình

### Hậu phi
- Đạo Vũ hoàng hậu Mộ Dung thị (道武皇后慕容氏), con của Hoàng đế Hậu Yên Mộ Dung Bảo (慕容宝).
- Lưu quý nhân, con của tù trưởng Hung Nô Lưu Đầu Quyến (劉頭眷), sinh hạ Thái tử Tự, bị bức tử theo chế độ "tử quý mẫu tử" của Bắc Nguỵ, được truy thuỵ hiệu là Tuyên Mục hoàng hậu.
- Hạ phu nhân, dì của Đạo Vũ Đế, sinh Thác Bạt Thiệu.
- đại Vương phu nhân, sinh Thác Bạt Hi.
- Vương phu nhân, Thác Bạt Diệu
- Đoàn phu nhân, sinh Thác Bạt Liên, Thác Bạt Lê.

### Con
- Minh Nguyên Đế Thác Bạt Tự (拓拔嗣)
- Thanh Hà vương Thác Bạt Thiệu (清河王拓拔紹)
- Dương Bình vương Thác Bạt Hi (阳平王拓拔熙)
- Hà Nam vương Thác Bạt Diệu (河南王拓拔曜)
- Hà Gian vương Thác Bạt Tu (河间王拓拔脩)
- Trường Lạc vương Thác Bạt Xử Văn (长乐王拓拔處文)
- Quảng Bình vương Thác Bạt Liên (广平王拓拔連)
- Kinh Triệu vương Thác Bạt Lê (京兆王拓拔黎)
- Hoàng tử Thác Bạt Hồn (拓拔渾), chết sớm
- Hoàng tử Thác Bạt Thông (拓拔聰), chết sớm
- Hoa Âm công chúa, gả Lư Đại Phì (闾大肥)
- Hoạch Trạch công chúa